# 解明道
解明道（？—16世紀），號東泉，東昌府莘縣人，直隸建陽衛官籍，明朝軍事人物。

## 生平
解明道最初襲封衛指揮使，於嘉靖三十五年（1556年）中武進士，擔任狼山守備。之後歷任湖廣參將，以征山賊功勞陞為福建副總兵，防備倭寇有成績，得賜牌匾「御嘉忠勞」，因父母去世辭官。他也工於書法，有魏晉文人的風格，後人珍視其作品之；兄弟解明瑞致仕後，二人在林下遊歷，人稱友愛。

## 家族
曾祖解政，指揮僉事；祖父解能，指揮僉事；父解光。

## 引用
1. 1 2  乾隆《當塗縣志·卷十八·人物》：解明道 同弟 明瑞 明道號東泉，瑞字希文，建陽衛人。道襲指揮，留心韜畧，中嘉靖朝武進士，任狼山守備。歷陞湖廣參將，以征山賊功陞福建副總兵，兵備倭有勞績，賜額曰「御嘉忠勞」，丁艱回里。道以世職起家，工辭翰筆法，得晉魏意，世珍之。……（明瑞）致仕，與兄道優游林下，友愛稱篤。
2. ↑  乾隆《當塗縣志·卷十七·選舉》：武科 進士 嘉靖 三十五年丙辰科 解明道 見宦績
3. ↑  龚延明主编. . 宁波: 宁波出版社. 2016. ISBN 978-7-5526-2320-8. 《天一閣藏明代科舉錄選刊.登科錄》之《嘉靖三十五年丙辰科登科錄》